# Castello d’Agogna

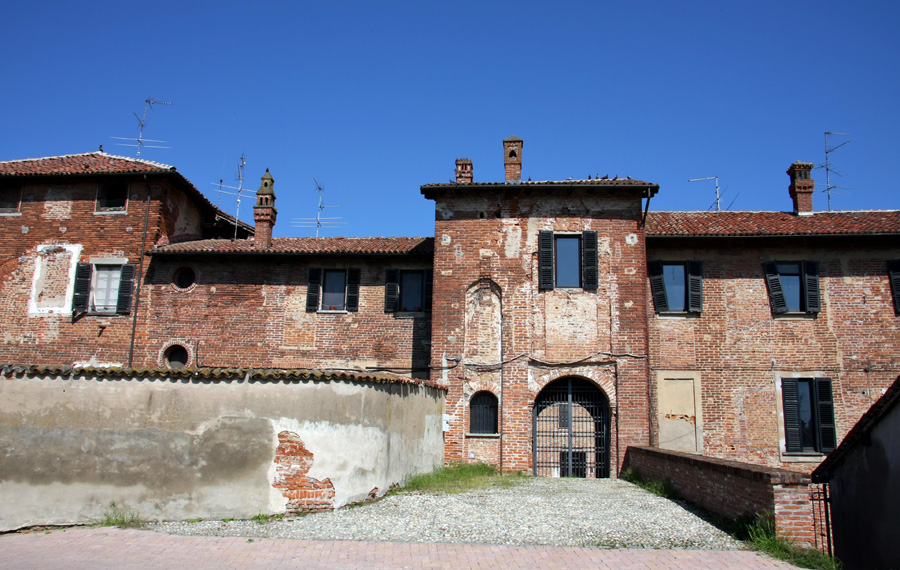
Das Kastell von Castello d’Agogna

Castello d’Agogna ist eine norditalienische Gemeinde (comune) mit 1056 Einwohnern (Stand 31. Dezember 2023) in der Provinz Pavia in der Lombardei. Die Gemeinde liegt etwa 37 Kilometer westnordwestlich von Pavia an der Agogna in der Lomellina.

## Verkehr
Der frühere Bahnhof von Castello d’Agogna lag an der Bahnstrecke Mortara–Asti und wurde 2003 geschlossen. Südwestlich der Ortschaft kreuzt die ehemalige Staatsstraße 494 von Mailand nach Alessandria mit der ehemaligen Staatsstraße 596 von Pavia nach Vercelli bzw. im Abzweig nach Casale Monferrato. Bei Castello d’Agogna gibt es einen kleinen Flugplatz (Aviosuperficie La Ceriella) für die Allgemeine Luftfahrt.